# Ragnar von Holten
Ragnar Erik Alfred von Holten, född den 12 mars 1934 i Gleiwitz, Schlesien (idag Gliwice, Polen), död 26 september 2009 i Stockholm, var en svensk målare, grafiker, bokillustratör och museiman.

## Biografi
Ragnar von Holten kom till Sverige 1937 med sin familj som lämnat Nazityskland. Efter studentexamen studerade han konsthistoria och blev fil. kand. vid Lunds universitet 1956 och fil. lic. vid Uppsala universitet 1959. Under en resa till Paris 1953 fick han kontakter som gav honom uppdrag kring konstnären Gustave Moreau. Han reste i många år mellan Stockholm och Paris, där han blev medlem i den surrealistiska kretsen kring André Breton. Samtidigt umgicks han i Stockholm med konstnärer som Erik Grate, Endre Nemes, Gösta Kriland, Öyvind Fahlström och Thea Ekström.
År 1965 disputerade Ragnar von Holten på en avhandling om Gustave Moreau och 1969 publicerade han sin mest kända bok, Surrealismen i svensk konst, betraktad som ett standardverk. Samma år blev han docent i konstvetenskap i Stockholm. Han var i en följd förste intendent vid Riksutställningar (1968–1982), Nationalmuseum (1982–1997) och Moderna museet (1998–2000). Åren 1985–1988 var han chef för Centre Culturel Suédois i Paris. Som konstnär debuterade han 1960 i Göteborg och Lund. Surrealismen var hans tema, såväl i hans konstutövning som i hans konstvetenskapliga arbeten. År 2008 hade han en omfattande retrospektiv utställning i Malmö konstmuseum. Holten finns representerad vid Nationalmuseum, Kalmar konstmuseum, Norrköpings konstmuseum och Moderna museet i Stockholm.

## Ragnar von Holtens minnesfond
Efter hans död donerades von Holtens egen konstsamling till Konstakademien och intäkterna från försäljningen blev grundplåt till Ragnar von Holtens minnesfond, som skall dela ut stipendier till lovande konstnärer.

### Stipendiater
- 2011 Tilda Lovell
- 2012 Katrine Helmersson
- 2013 Gunnar Frössén
- 2014 Viktor Rosdahl
- 2015 Marja-Leena Sillanpää
- 2017 Susanne Wollmer
- 2018 Sofia Bäcklund